# Paradeplatz (Ingolstadt)

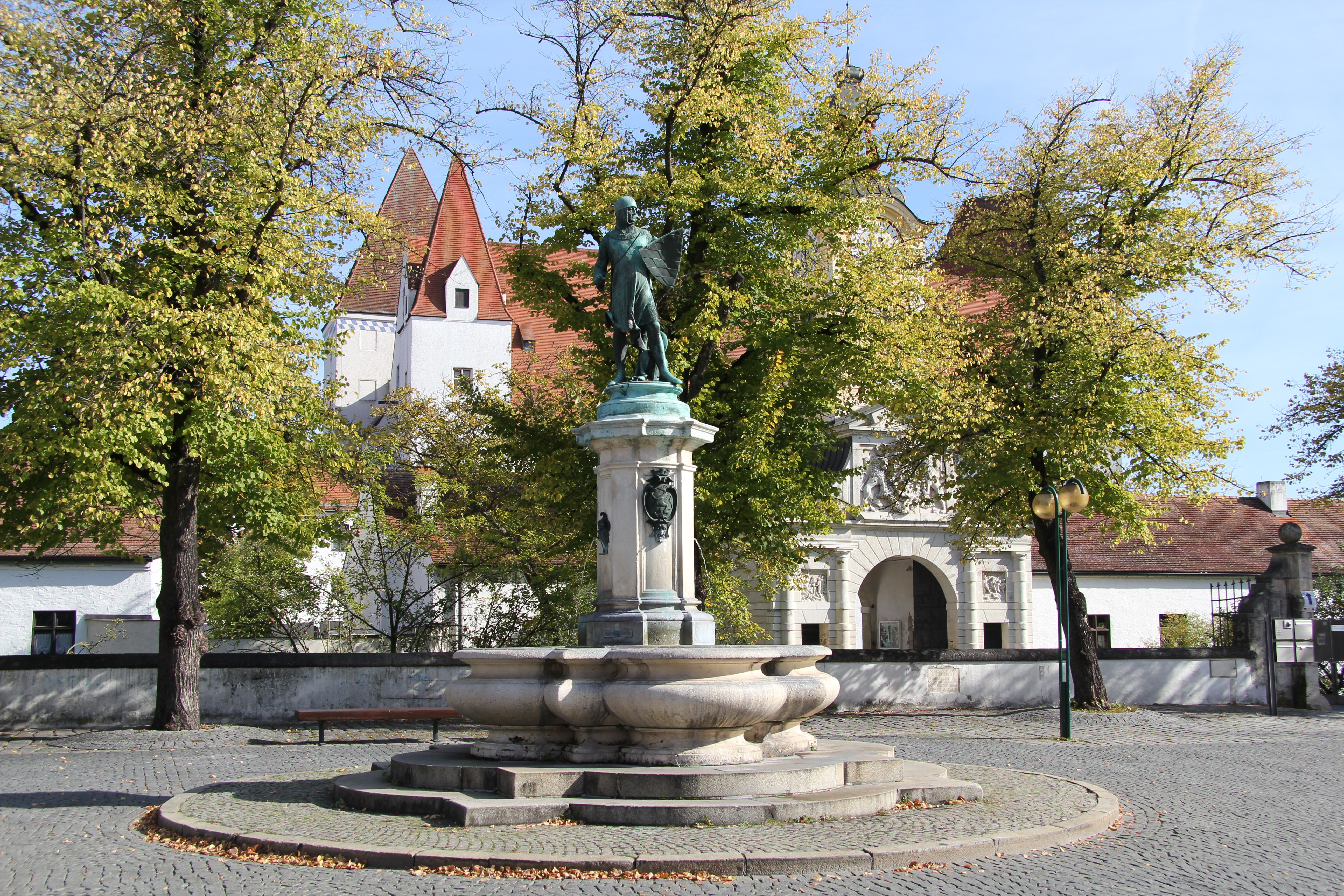
Der Ludwigsbrunnen im Zentrum des Paradeplatzes.

Der Paradeplatz befindet sich im Osten der Ingolstädter Altstadt.
Der Platz liegt am östlichen Ende der Ludwigstraße und westlich des Schlossgrabens des Neuen Schlosses, welches auch über ein Portal über den Paradeplatz zu erreichen ist. Im Süden befindet sich das staatliche Bauamt und im Norden die Ballhausgasse. Etwa in der Mitte des verkehrsberuhigten Platzes befindet sich der Ludwigsbrunnen.
Der Paradeplatz wird für Veranstaltungen benutzt, etwa den Ostermarkt, bei dem der Ludwigsbrunnen zum Osterbrunnen geschmückt wird, oder das Carrara Weinfest, den Namen hat das Fest von der norditalienischen Stadt Carrara, welche eine Städtepartnerschaft mit Ingolstadt unterhält. Von November bis Januar wird eine 500 Quadratmeter große Freiluft-Eisbahn aufgestellt.
Koordinaten: 48° 45′ 53,3″ N, 11° 25′ 46,6″ O